# Syrská filozofie
Syrská filosofie je filosofie na územích, označovaných jako syrská, tj. v krajích mezi Eufratem a Arabským zálivem, východním pobřežím Středozemního moře a pohořím Taurus.
Na sklonku římského císařství zde vznikl jakýsi rezervoár helénského myšlení a kultury. Do značné míry to bylo zásluhou nestoriánů, kteří ze svého intelektuálního centra v Nisibisu ovlivňovali nejen celou Sýrii, ale pronikali i do Číny a Indie. Právě oni se návratem ke klasické filosofii snažili znovu nastolit její problematiku, dali jí novou formu a v změněných historických podmínkách ji chtěli využít pro vlastní potřeby. Takto se již v 5. století stala Edessa a po jejím zničení v 6. století Gandisapora s jejich lékařsko-filosofickými školami (Academia Hippocratica) středisky aristotelské filosofie, jaká se rozvíjela v Sýrii a v Nisibisu.